# نوگالس، سونورا
نوگالس، سونورا (به اسپانیایی: Nogales, Sonora) از شهرهای کشور مکزیک است که در ایالت سونورا قرار دارد و جمعیت آن طبق سرشماری سال ۲۰۱۰ میلادی ۲۲۰٬۲۹۲ نفر بوده است.

## نگارخانه

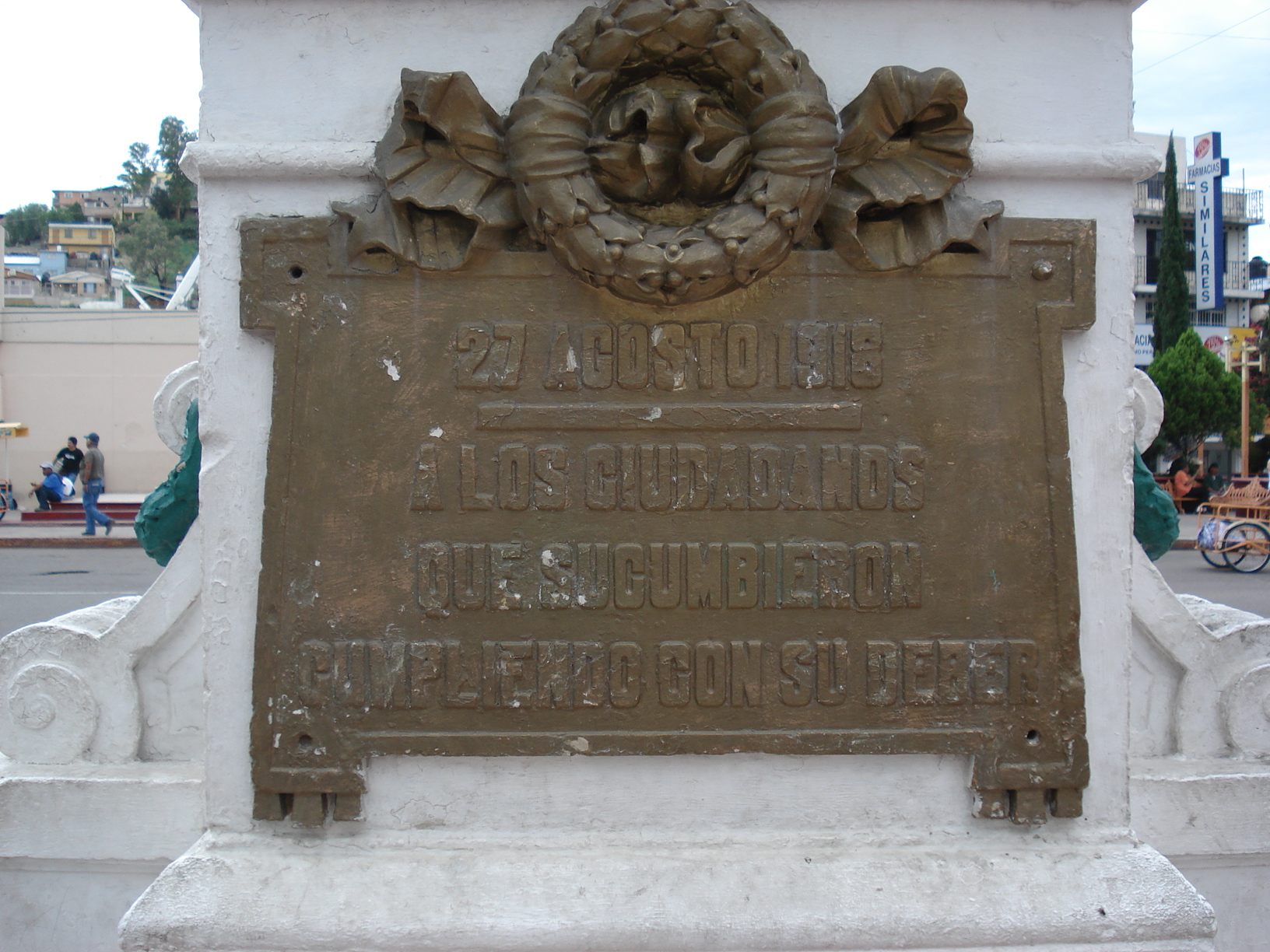
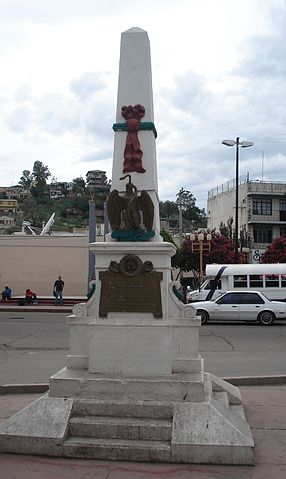
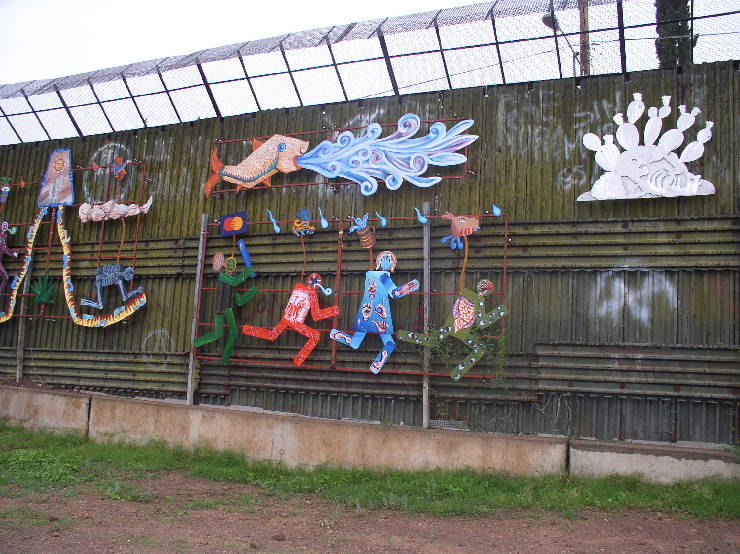
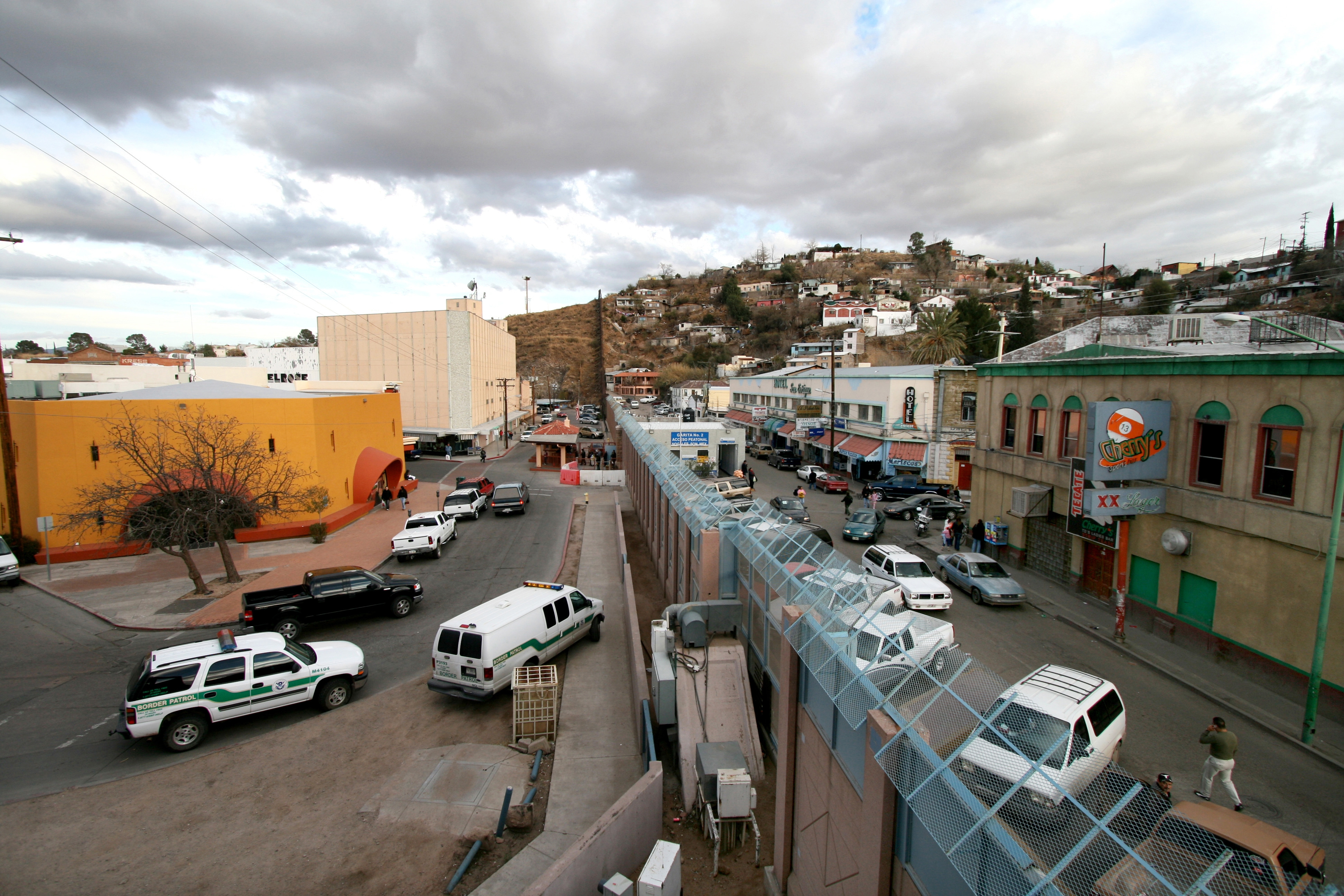
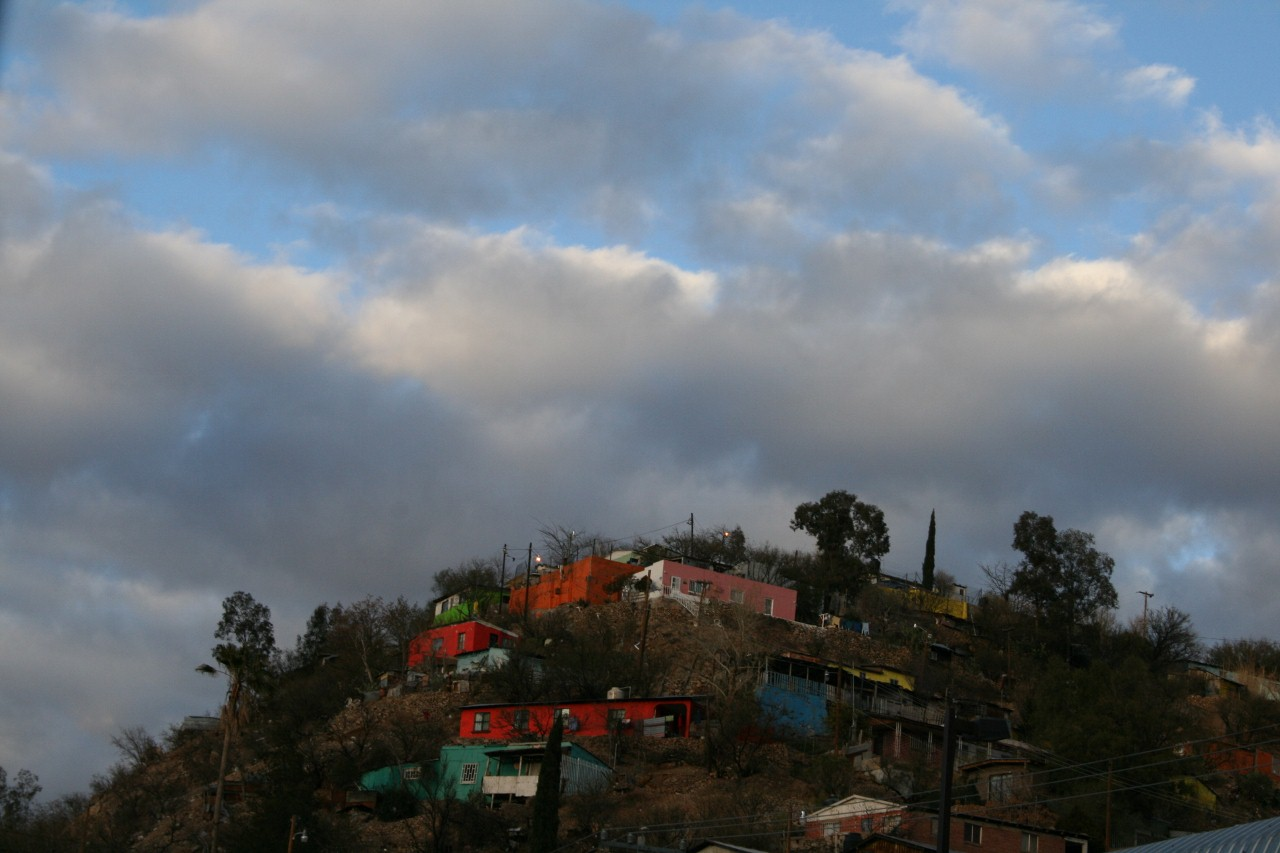
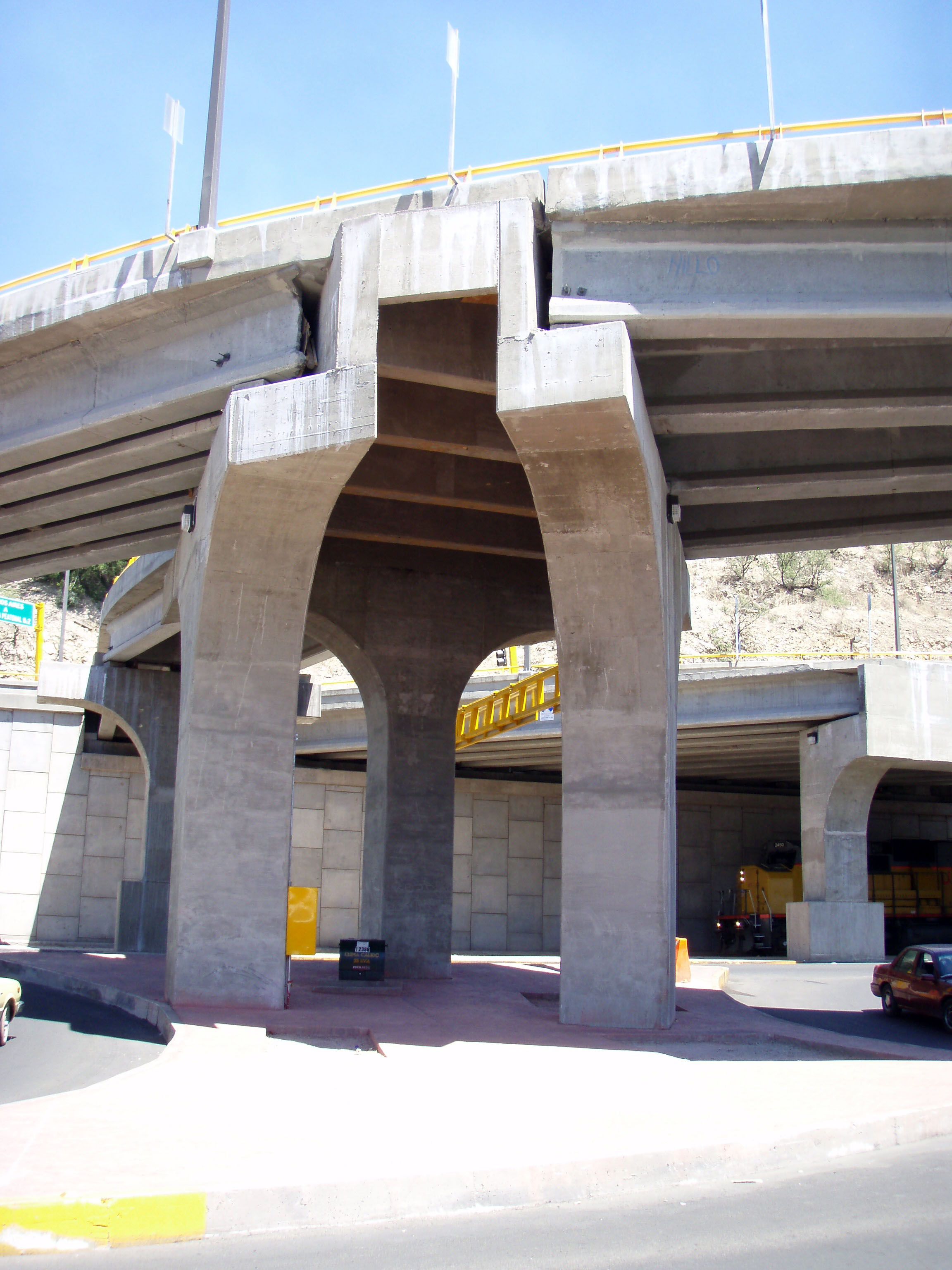
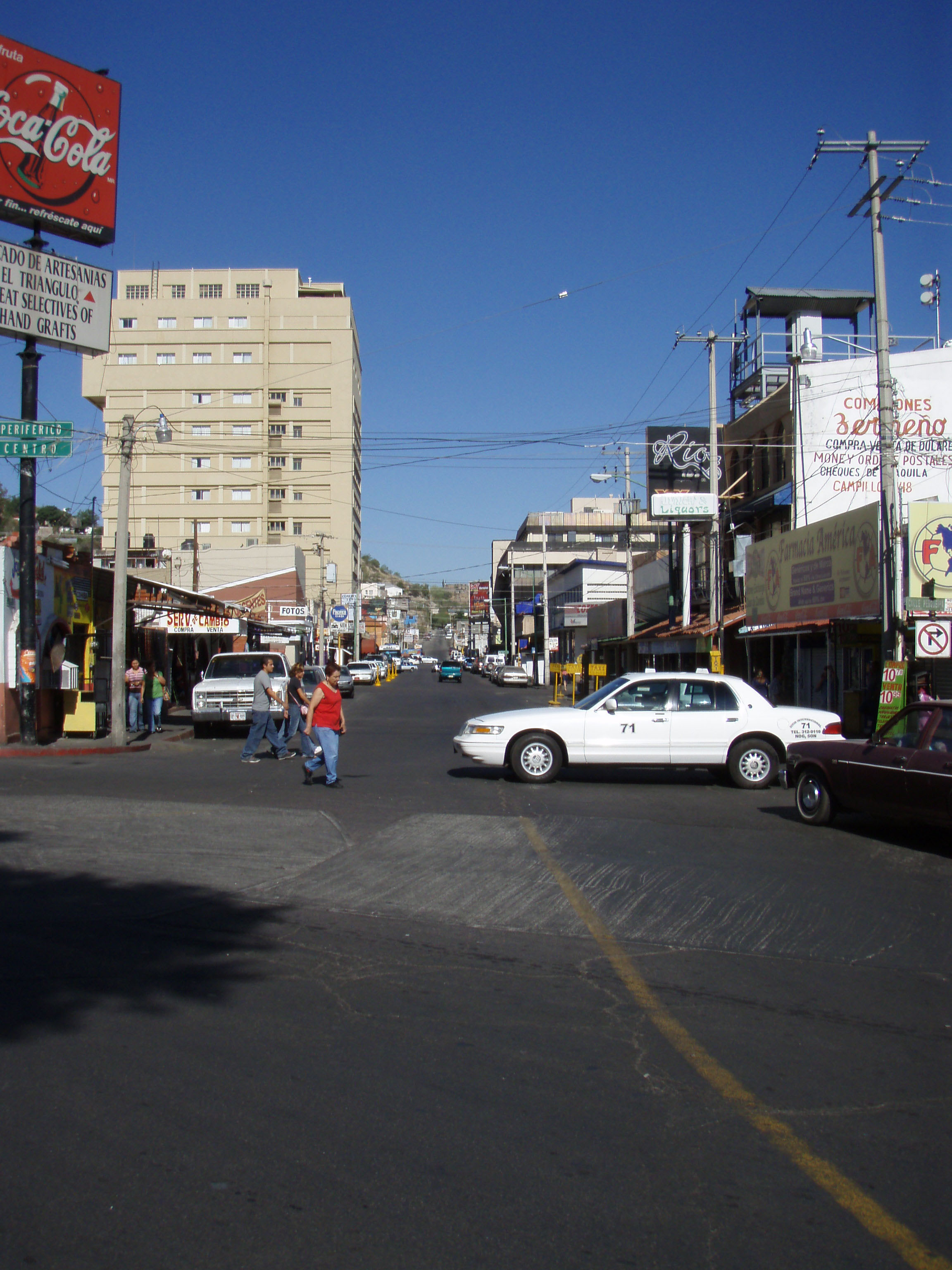
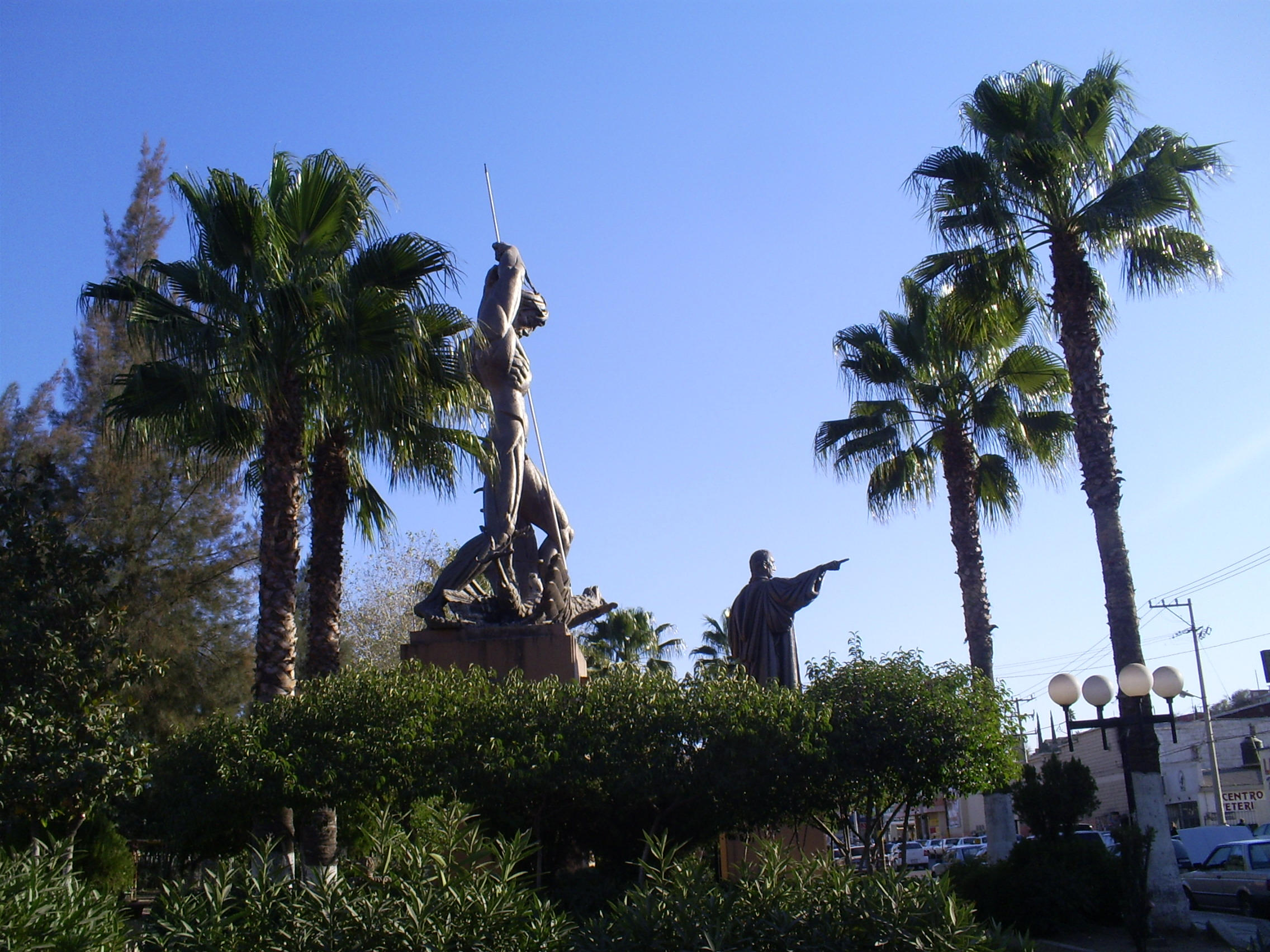